# The Hunted Slaves
The Hunted Slaves ("Gli schiavi braccati") è un dipinto a olio su tela dell'artista britannico Richard Ansdell, del 1861. Ritrae due schiavi afroamericani che affrontano un gruppo di cani da caccia mentre cercano di fuggire. L'opera si trova nella collezione del museo internazionale dello schiavismo, a Liverpool. Una copia si trova al museo nazionale di storia e cultura afroamericana di Washington.

## Storia
Il quadro venne dipinto nel 1861, l'anno dello scoppio della guerra civile americana, un conflitto nel quale gli Stati Uniti meridionali si resero indipendenti per evitare la proibizione della schiavitù che era sostenuta dai repubblicani degli stati del Nord. A causa della guerra, vennero bloccate le esportazioni del cotone raccolto dagli schiavi afroamericani verso la Gran Bretagna, e ciò causò una penuria di cotone in varie città del Lancashire. Ansdell donò la tela a una lotteria indetta per raccogliere dei fondi per combattere questa penuria di cotone, e il vincitore donò l'opera alla Corporazione di Liverpool.

## Descrizione
Due schiavi afroamericani, forse moglie e marito, sono fuggiti in un ambiente paludoso, ma sono stati raggiunti da tre mastini. L'uomo brandisce nella mano sinistra un'ascia con la quale intende difendersi dai cani, mentre la donna osserva la scena dietro di lui. Il corpo dell'uomo mostra i segni delle punizioni inflitte agli schiavi, mentre una manetta è ancora attaccata al polso. Uno dei cani giace a pancia in su sulle canne della palude, mentre gli altri due spalancano le fauci. 
L'opera potrebbe ispirarsi a un passaggio del romanzo La capanna dello zio Tom di Harriet Beecher Stowe, nel quale viene descritto l'attacco di uno schiavo in fuga tramite dei cani da caccia. Inoltre, quando l'opera venne esposta per la prima volta all'accademia reale di Londra, venne accompagnata dalla poesia The Slave in the Dismal Swamp di Henry Wadsworth Longfellow, scritta nel 1842, che narra della fuga di uno schiavo nero nella cosiddetta "grande palude triste".
Al contrario di molte raffigurazioni del marronaggio (la fuga di schiavi neri) dell'epoca, gli schiavi di questo dipinto non soccombono "passivi" facendosi sbranare dai mastini, bensì sono armati e sono disposti a lottare e a difendersi da loro.